# Pjotr Petrowitsch Beljajew

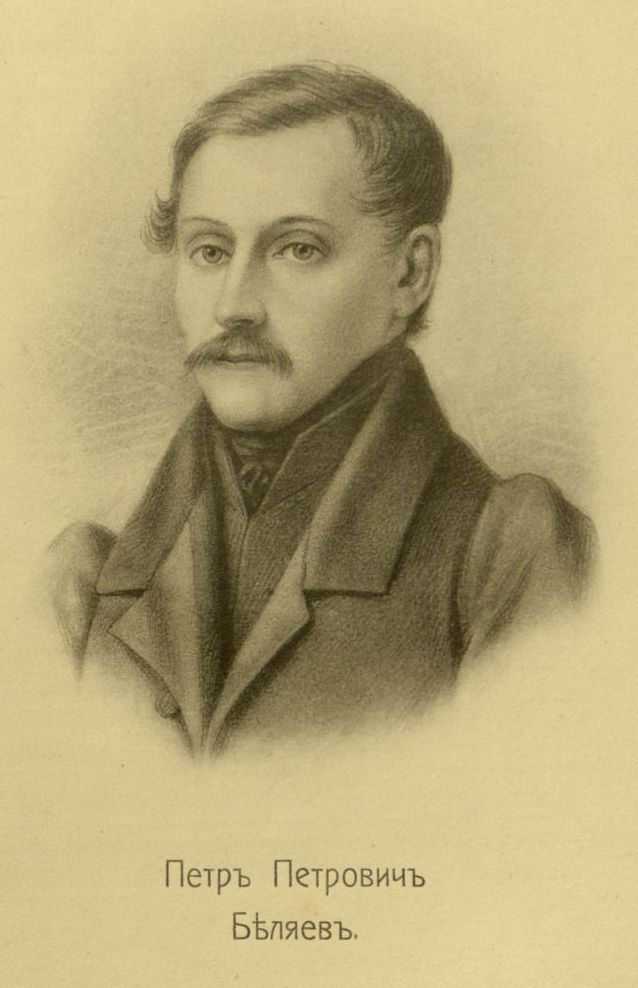
Peter Petrowitsch Beljajew

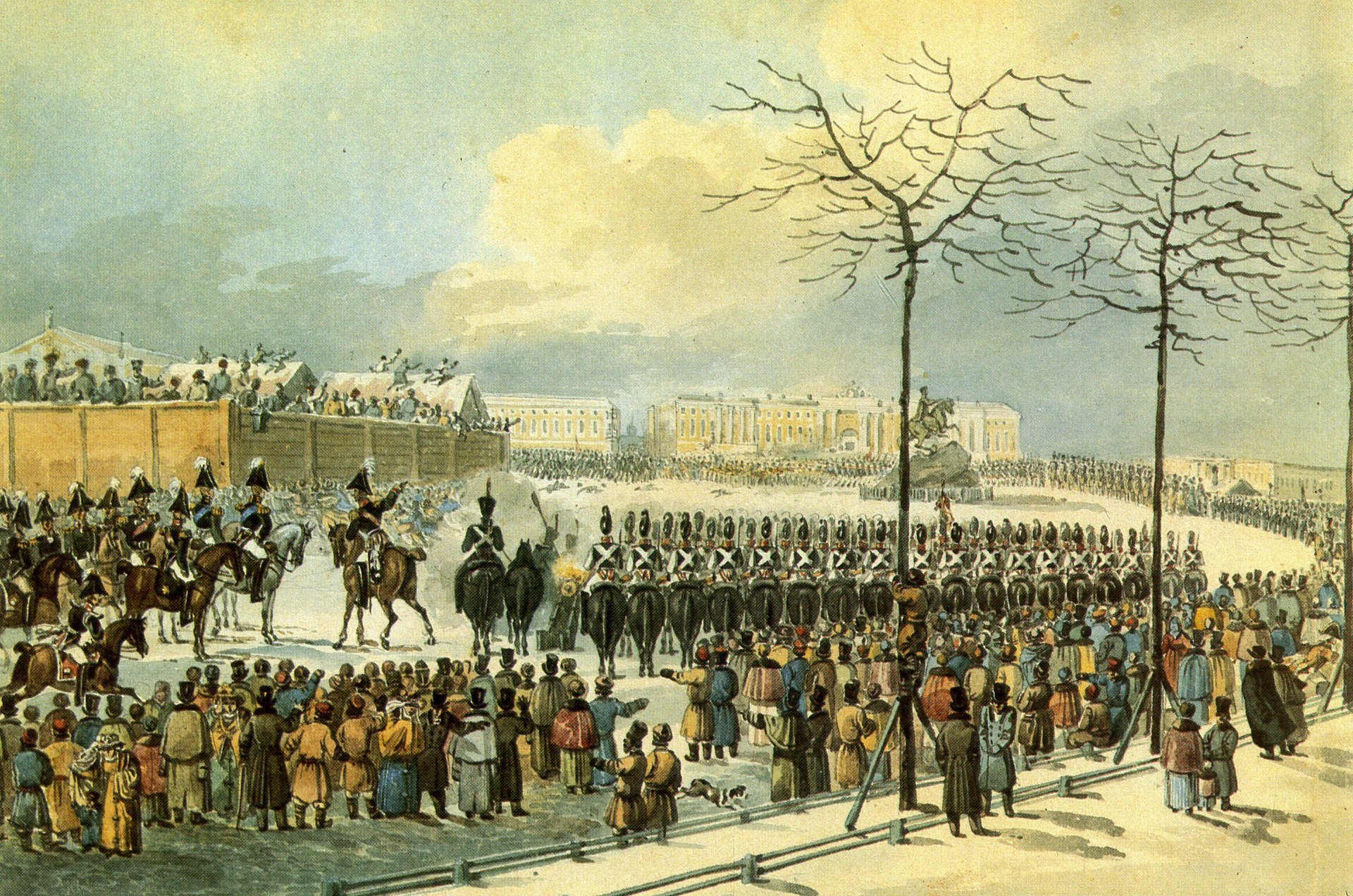
Sankt Petersburg: Senatsplatz am 14. Dezember 1825

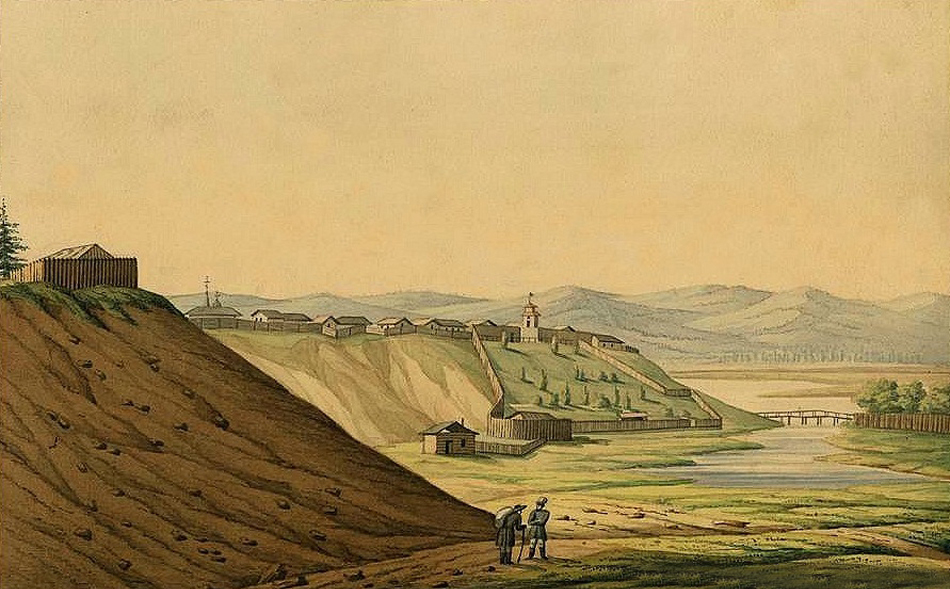
Nikolai Alexandrowitsch Bestuschew um 1828: Blick auf das Ostrog Tschita

Pjotr Petrowitsch Beljajew (russisch Пётр Петрович Беляев; * 1805 im Dorf Jerschow, Landkreis Tschembar, Gouvernement Pensa; † 1864 in Saratow) war ein russischer Unterleutnant zur See und Dekabrist.

## Leben
Der Vater, Pjotr Gawrilowitsch Beljajew (gestorben 1826), Kapitän zur See, war als Freimaurer einer der Freunde Labsins. Pjotrs Mutter, die Schwedin Charlotte Iwanowna Werenius, war eine Pensaer Gutsbesitzerstochter.
Pjotr wuchs in dem Dorf Jerschow – im Landkreis Tschembar gelegen – auf. Der pensionierte Vater war dort unter Graf Alexei Kirillowitsch Rasumowski Adelsmarschall.
Beljajew absolvierte 1822 die Sankt Petersburger Seekadetten-Akademie und trat darauf in die Garde der Kaiserlich Russischen Marine ein.
Der Dekabrist Dmitri Sawalischin nahm Beljajew 1825 in seinen Orden der Restauration auf. Für die Beteiligung an der Erhebung der Offiziere im Dezember 1825 auf dem Sankt Petersburger Senatsplatz saß Beljajew vom 3. Januar 1826 bis zum 2. Februar 1827 in der Peter-und-Paul-Festung. Er wurde zu zwölf Jahren Katorga verurteilt. Die Strafe verbüßte Beljajew im Ostrog Tschita und in der Katorga Peter-Hütte. Marija Nikolajewna Wolkonskaja berichtete, sie habe drei junge Leutnante – Frolow zusammen mit den Brüdern Beljajew – zu der Zeit im Ostrog Tschita gesehen. Am 8. November 1832, also fünf Jahre früher, wurde Beljajew aus der Zwangsarbeit in der Peter-Hütte entlassen. Zunächst wurde er in Ilginskoje im Gouvernement Irkutsk und dann in Minussinsk im Gouvernement Jenisseisk zwangsangesiedelt. Er und sein Bruder Alexander traten in Minussinsk jahrelang als erfolgreiche Landwirte hervor. Ab 1839 nahm Beljajew am Kaukasuskrieg teil. 1846 durfte er die Truppe als Leutnant verlassen. Bis zur Amnestie vom 26. August 1856 – nach dem Tode Nikolai I. – lebte Beljajew in Saratow unter Polizeiaufsicht und war im zivilen Sektor im dortigen Kontor der Wolga-Dampfschifffahrt tätig. Er war verheiratet und hatte einen Sohn.
Beljajew wurde auf dem Auferstehungsfriedhof Saratow beerdigt.

## Auszeichnung
- 7. November 1824 in Sankt Petersburg: Orden des Heiligen Wladimir für die Rettung von Flutopfern.